# Gemeiner Erbsenkäfer
Der Gemeine Erbsenkäfer (Bruchus pisorum) ist eine Art aus der Familie der Blattkäfer (Chrysomelidae).

## Merkmale
Gemeine Erbsenkäfer werden vier bis fünf Millimeter lang. Die Oberseite ist dicht behaart und zeigt ein Muster aus braunen, grauen und weißen Flecken. Dieses Muster variiert von Tier zu Tier. Der Körper ist oval geformt und eher gedrungen gebaut. Das Ende des Abdomens, auf dem zwei schwarze Flecke zu erkennen sind, ragt unter den Elytren hervor. Die ersten vier Fühlerglieder sind rotbraun, die restlichen sind schwarz. An den Vorderbeinen sind sowohl die Schienen als auch die Füße rotbraun; an den Mittelbeinen sind die Schienen an der Spitze rotbraun. Die Hinterbeine sind schwarz. An den Hinterschenkeln findet man je einen Zahn, während an den Spitzen der Hinterschienen zwei etwa gleich große Zähne vorhanden sind (siehe ähnliche Arten).

### Ähnliche Arten
- Bruchus lentis Frölich, 1799. Vorder- und Mittelschienen sind rotbraun.
- Bruchus affinis Frölich, 1799. Ein Zahn an der Spitze der Hinterschienen ist deutlich größer. Die Zeichnung auf den Flügeldecken besteht vorwiegend aus weißen Härchen.
- Bruchus emarginatus Allard, 1868. Nur 3–4 mm lang, Klauenglied der Hintertarsen fast 3 × so lang wie das 2-lappige 3..

### Synonyme
- Bruchus pisi Linnaeus, 1767[1]
- Bruchus cruciger Geoffroy[2]

## Vorkommen
Die Käfer sind nahezu überall auf der Welt verbreitet. Sie bewohnen Erbsenfelder und kommen auch in gelagerten Erbsenvorräten vor.

## Lebensweise
Die ausgewachsenen Tiere nehmen keine Nahrung zu sich. Nur die Weibchen fressen nach der Paarung die Pollen von Erbsenblüten, damit sich die Eier besser entwickeln. Wenn es so weit ist, legt das Weibchen innerhalb einiger Wochen bis zu 100 Eier auf junge Erbsenschoten. Die Larven fressen sich in je eine Erbse und verpuppen sich später auch in dieser. Dadurch können sie erhebliche Ernteschäden verursachen. Die Käfer schlüpfen im Herbst. In Gebieten mit Winterfrost überwintert der Käfer in der Erbse. Deshalb kommen die Tiere auch in Vorratslagern vor, richten dort aber keine Schäden an, da der Käfer den Frühling abwartet, um auf ein Erbsenfeld zu fliegen.